# Collège de la Merci

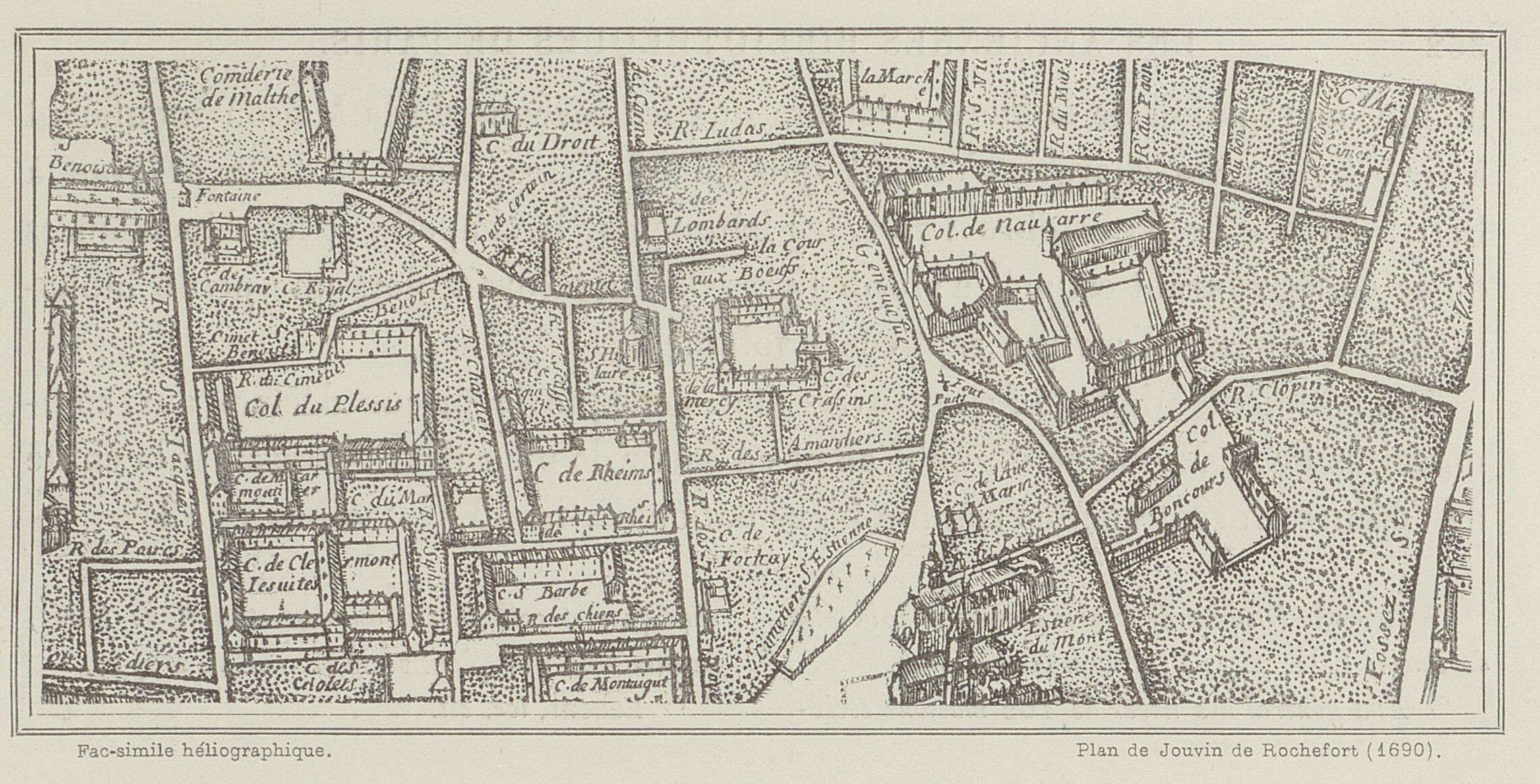
Détail du plan d'Albert Jouvin de Rochefort (1690). Le collège de la Merci est au milieu, à droite de la rue centrale.

Le collège de la Merci est un collège de l'ancienne université de Paris, qui était situé à l'actuel numéro 9 rue Valette, dans le quartier de la Sorbonne du 5e arrondissement de Paris.

## Histoire
Nicolas Barrière, procureur général de l'Ordre de Notre-Dame-de-la-Merci acquiert en 1515 une maison rue des Sept voies, aujourd'hui rue Valette, au numéro 9, en face de l'église Saint-Hilaire,,. Cet emplacement lui est cédé par Alain d'Albret.
L'ordre de la Merci y fonde ainsi le collège de la Merci, destiné à héberger les religieux de cet ordre qui font des études de théologie à l'université de Paris.
Dès le XVIIe siècle, le collège cesse d'accueillir des étudiants. À partir de 1752, il ne sert plus que d'hôpital aux religieux.
À la fin du XVIIIe siècle, alors qu'il n'y a plus qu'un prieur isolé, le collège de la Merci est appauvri et endetté et n'a, contrairement aux autres collèges parisiens, que très peu de revenus locatifs, à part la location de deux pièces du rez-de-chaussée et de ses caves à un marchand de vin.
Les bâtiments, qui comprennent une chapelle et une bibliothèque, sont en très mauvais état quand éclate la Révolution,. Ils sont vendus comme biens nationaux le 23 septembre 1793 et convertis en logements. La façade est conservée.